# Верх-Марушка
Верх-Мару́шка (рос. Верх-Марушка) — село у складі Цілинного району Алтайського краю, Росія. Входить до складу Бочкарівської сільської ради.

## Населення
Населення — 604 особи (2010; 717 у 2002).
Національний склад (станом на 2002 рік):
- росіяни — 95 %